# ポポフ城
ヴァシリウカ歴史・建築博物館保存地区「ポポフ・マナー・ハウス」（ヴァシリウカ城として知られる）は、帝政ロシア軍司令官のヴァシリ・ステパノヴィッチ・ポポフの孫息子であるヴァシリー・ポポフによって、ウクライナのヴァシリウカ近くに1864年から1884年の間に建てられ、部分的に保存されたマナー・ハウスである。
ウクライナ歴史・文化保護区は、現存のヴァシリウカ郷土史博物館の代理として1993年1月29日に設置された。

## マナー・ハウス
この城におけるネオ・ゴシック建築の設計は、帝政ロシアの建築家であるニコラス・ブノアに帰属されている。母屋には望遠鏡、画廊、および民族誌博物館が設置されていた。この城はウラジミール・レーニンが率いた左派の一派であるボリシェビキに略奪され、第二次世界大戦においてはドイツ人によって破壊された。城の復旧工事は1990年代まで開始されなかった。

## 地所への攻撃と略奪
2022年3月7日、ウクライナへの軍事侵攻の間にポポフ家のマナー・ハウスはロシア軍に爆破させられた。ポポフ家の地域安定型の建物は損害を受けた。
2022年3月13日、博物館はロシア軍に略奪された。強盗に加えて、ロシア軍は構内、窓、および全ての出入口に損害を与えた。

## ギャラリー

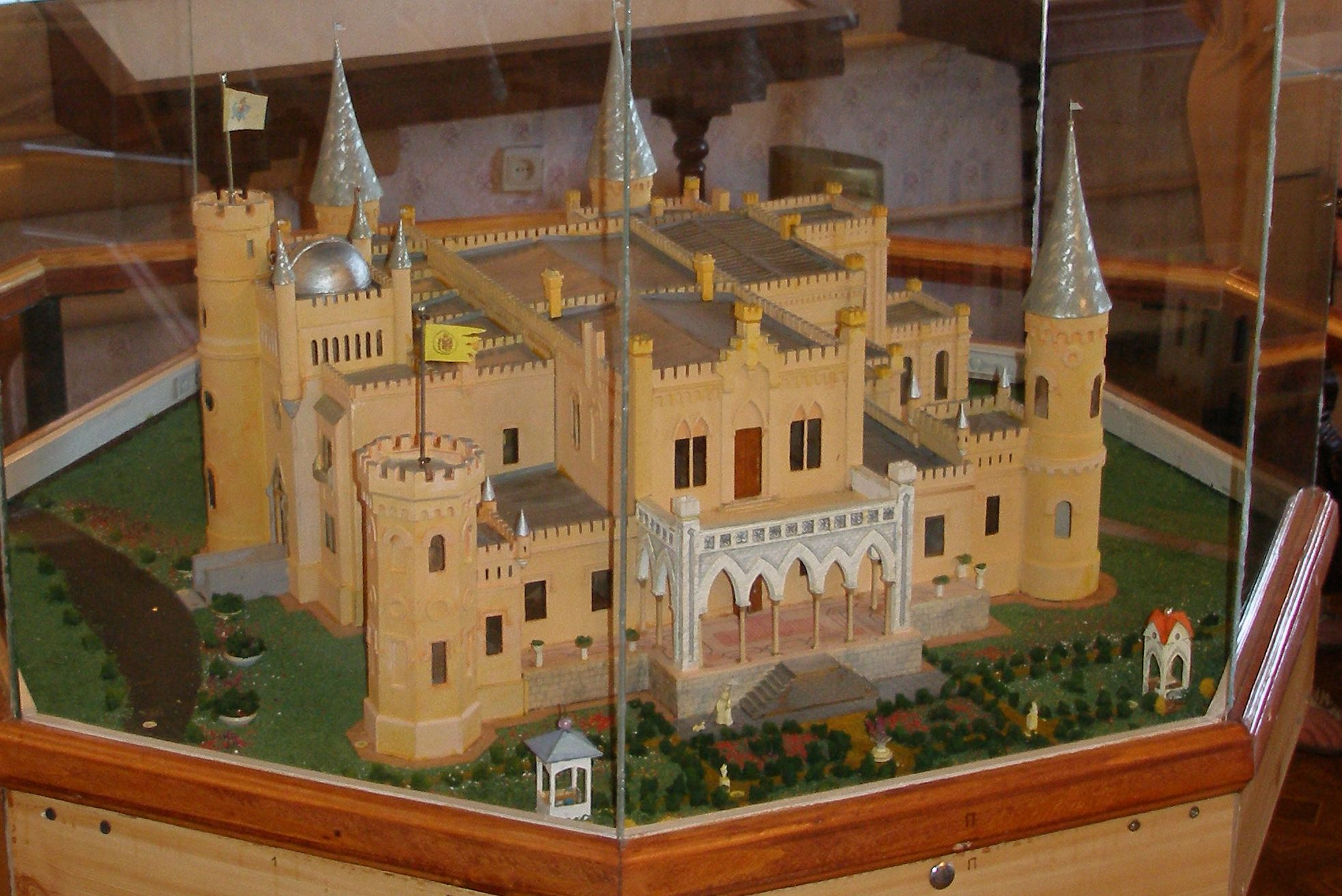
再構築モデル
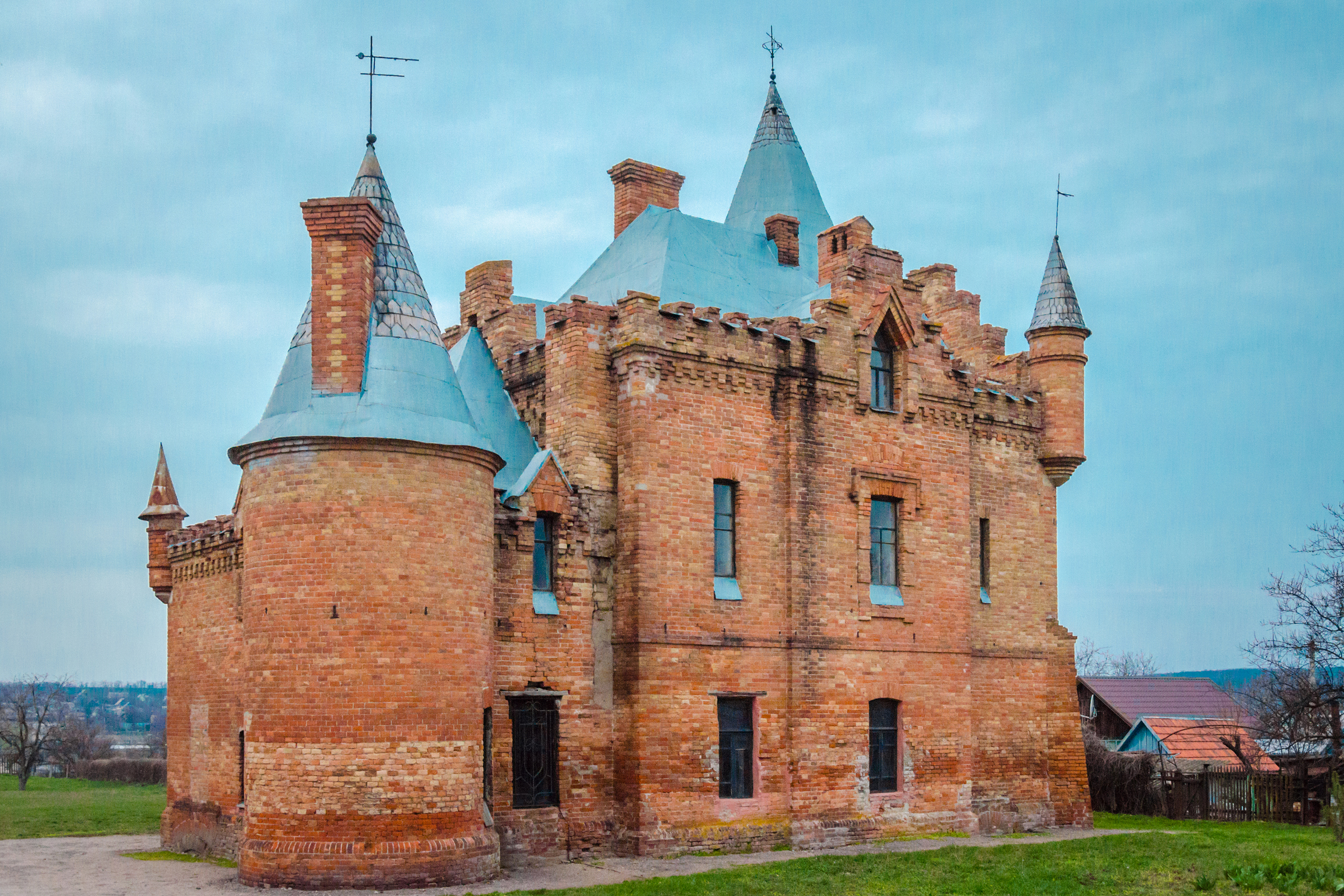
ウィング
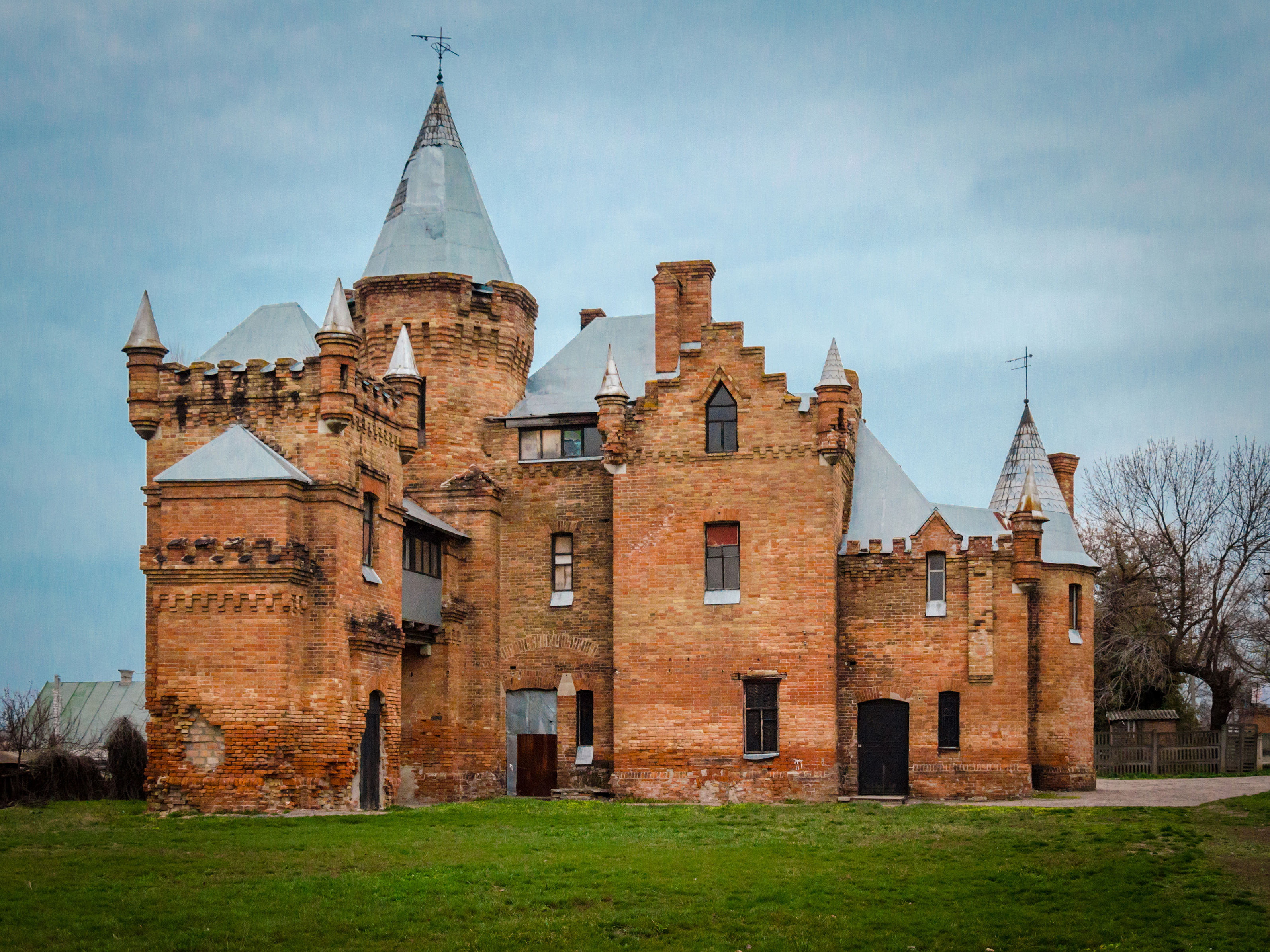
もう1つのウィング
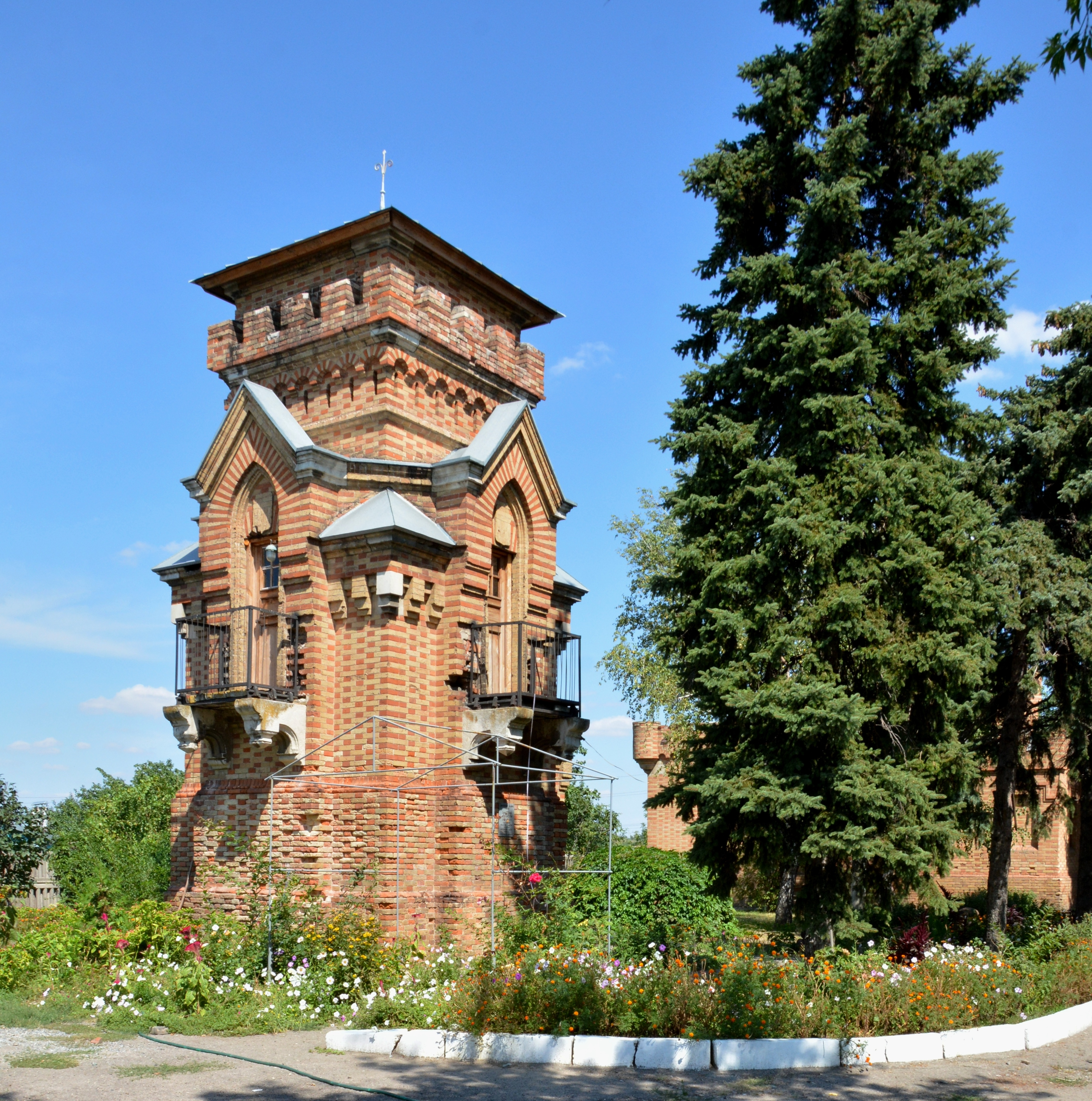
偵察塔
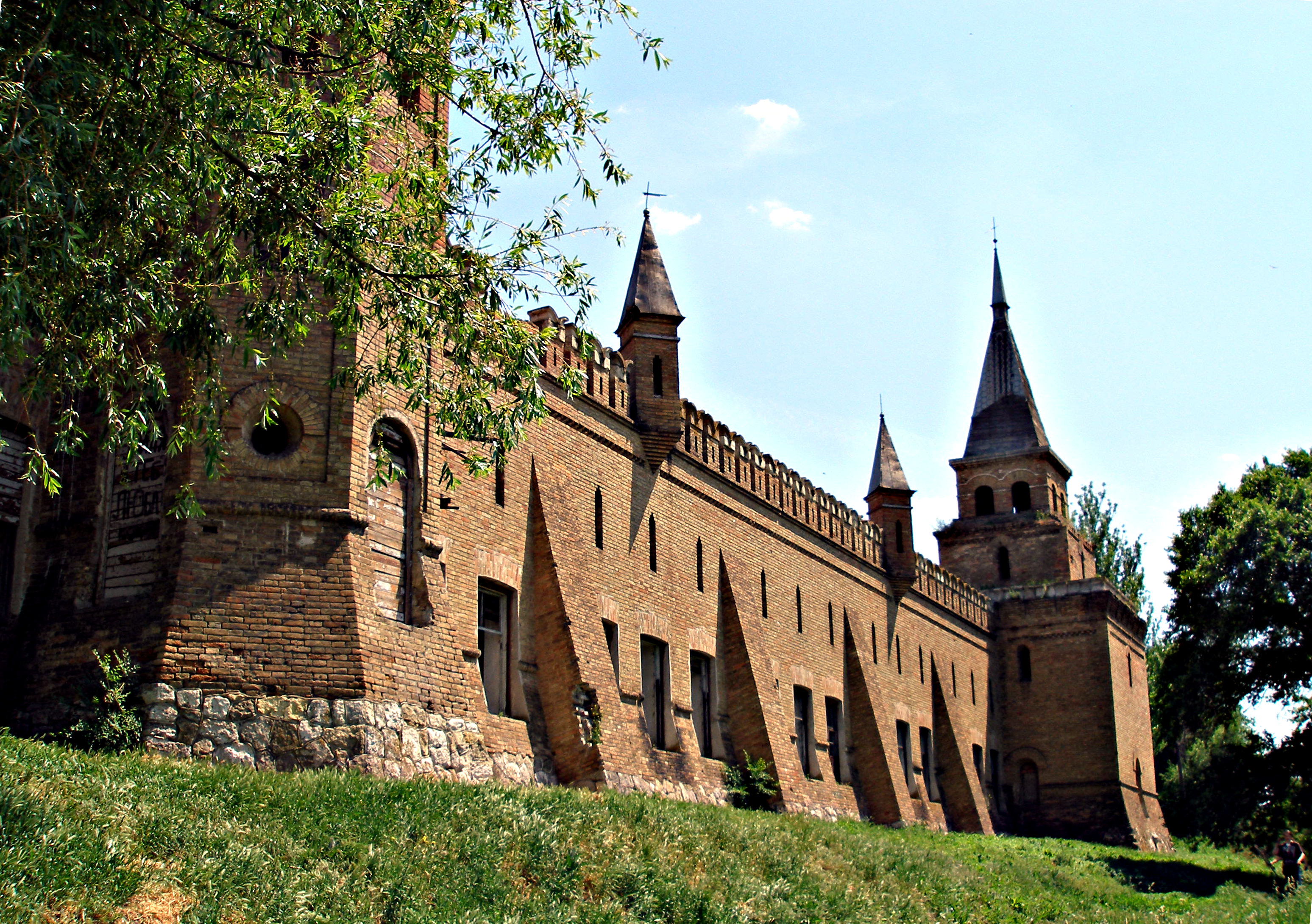
ウクライナのヴァシリウカにあるポポフ城、若しくはマナー・ハウスの後方の壁
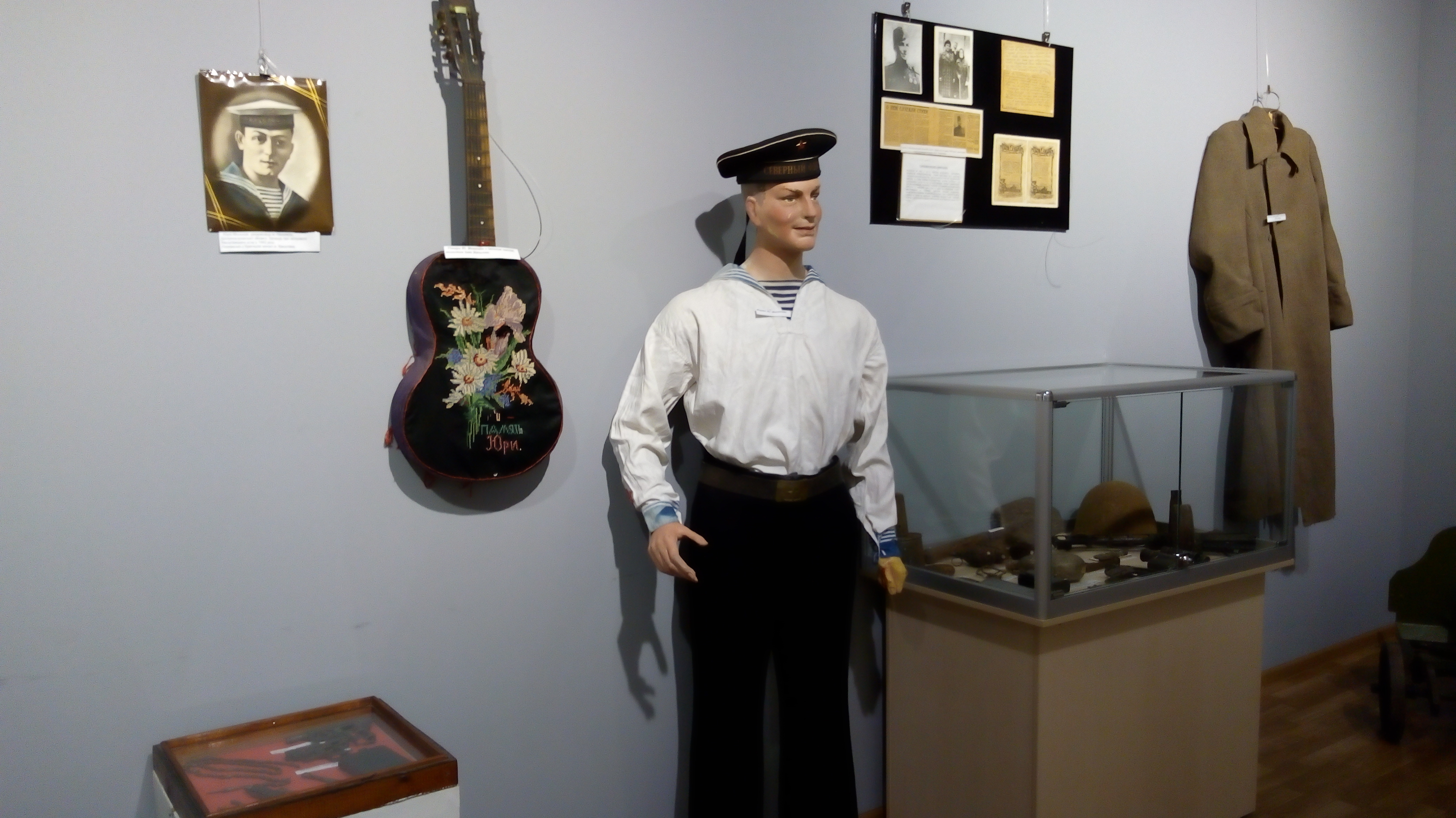
ウクライナのヴァシリウカにあるポポフ城、若しくはマナー・ハウス内に展示されている北方艦隊の水兵隊員だったユーリー・モノゾフを追悼する展示品